# Louis Delanois

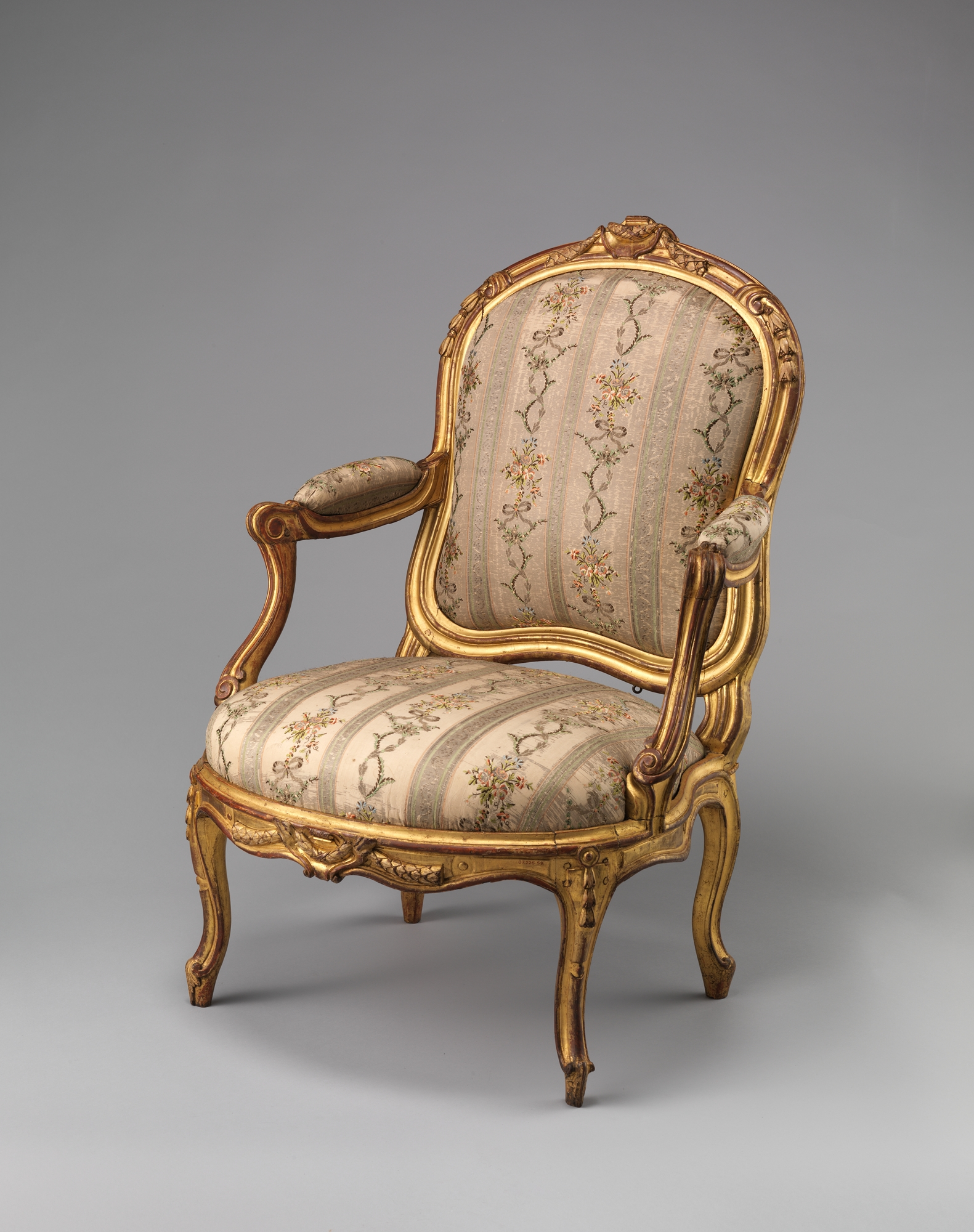
Krzesło wykonane przez artystę

Louis Delanois (ur. 1731 w Paryżu, zm. 1792 tamże) – francuski meblarz. Reprezentował styl Ludwika XV i 
Ludwika XVI. Został mistrzem w 1761. Miał licznych klientów z kręgów dworskich i bogatego kupiectwa. Realizował zamówienia dla dworu rosyjskiego oraz dla króla Stanisława Augusta Poniatowskiego. Ludwik XVI zamówił u niego po koronacji komplet reprezentacyjnych mebli. Dla Madame du Barry wykonał meble do apartamentów w Wersalu i Louveciennes, m.in. słynne łóżko rzeźbione w róże i mirty. Jego zapiski zawierają liczne notatki o nowych typach sprzętów, których był pomysłodawcą, wymienia w nich m.in. fotel "Dagobert", krzesła "en éventail", łóżko zmieniające się w berżerę. Jego warsztat został zamknięty w czasie rewolucji, a sam Delanois popadł w długi i był zmuszony oddać cały swój majątek wierzycielom we wrześniu 1790.
Meble wykonane przez Delanois'a znajdują się m.in. w zbiorach Luwru, Musée des Arts Décoratifs w Paryżu, Kunstgewerbe Museum w Berlinie, Łazienkach Królewskich i Metropolitan Museum.